# 蓬莱穆兰
蓬莱穆兰（法語：Pont-les-Moulins，法語發音：[pɔ̃ le mulɛ̃]）是法国杜省的一个市镇，属于贝桑松区。

## 地理
蓬莱穆兰（47°19'25"N, 6°21'49"E）面积4.95 平方千米，位于法国勃艮第-弗朗什-孔泰大區杜省，该省份为法国东部内陆省份，北起上索恩省，西接汝拉省，东部及东南部与瑞士接壤，东北部与贝尔福地区省接壤。
与蓬莱穆兰接壤的市镇（或旧市镇、城区）包括：博姆莱达姆、阿当莱帕萨旺、吉永莱班、锡耶布莱丰、维莱尔圣马尔坦。

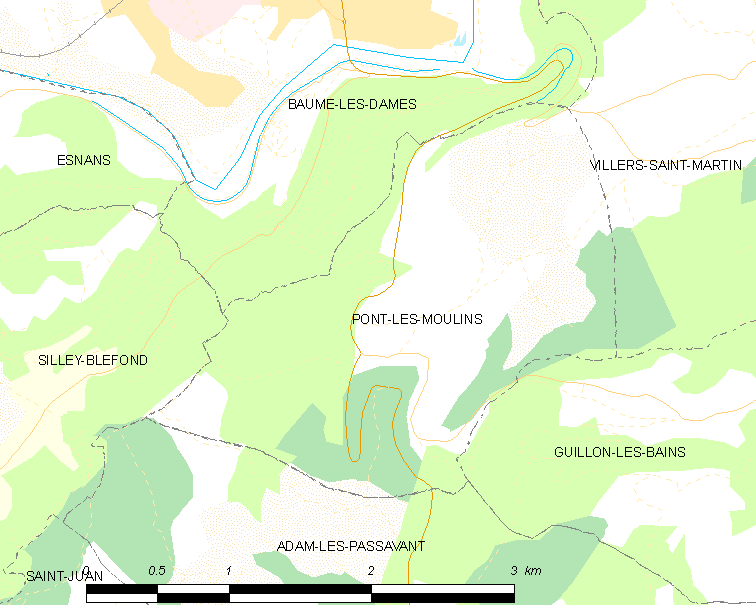
蓬莱穆兰的OSM定位图

蓬莱穆兰的时区为UTC+01:00、UTC+02:00（夏令时）。

## 行政
蓬莱穆兰的邮政编码为25110，INSEE市镇编码为25465。

## 政治
蓬莱穆兰所属的省级选区为博姆莱达姆县。

## 人口

1962-2008年间蓬莱穆兰人口变化图示

蓬莱穆兰于2022年1月1日时的人口数量为207人。